# ティンドゥフ
ティンドゥフ(Tindouf)は、アルジェリアの都市・ティンドゥフ県の基礎自治体。アルジェリア最西端の都市である。ティンドゥフ県の県都である。

## 概要

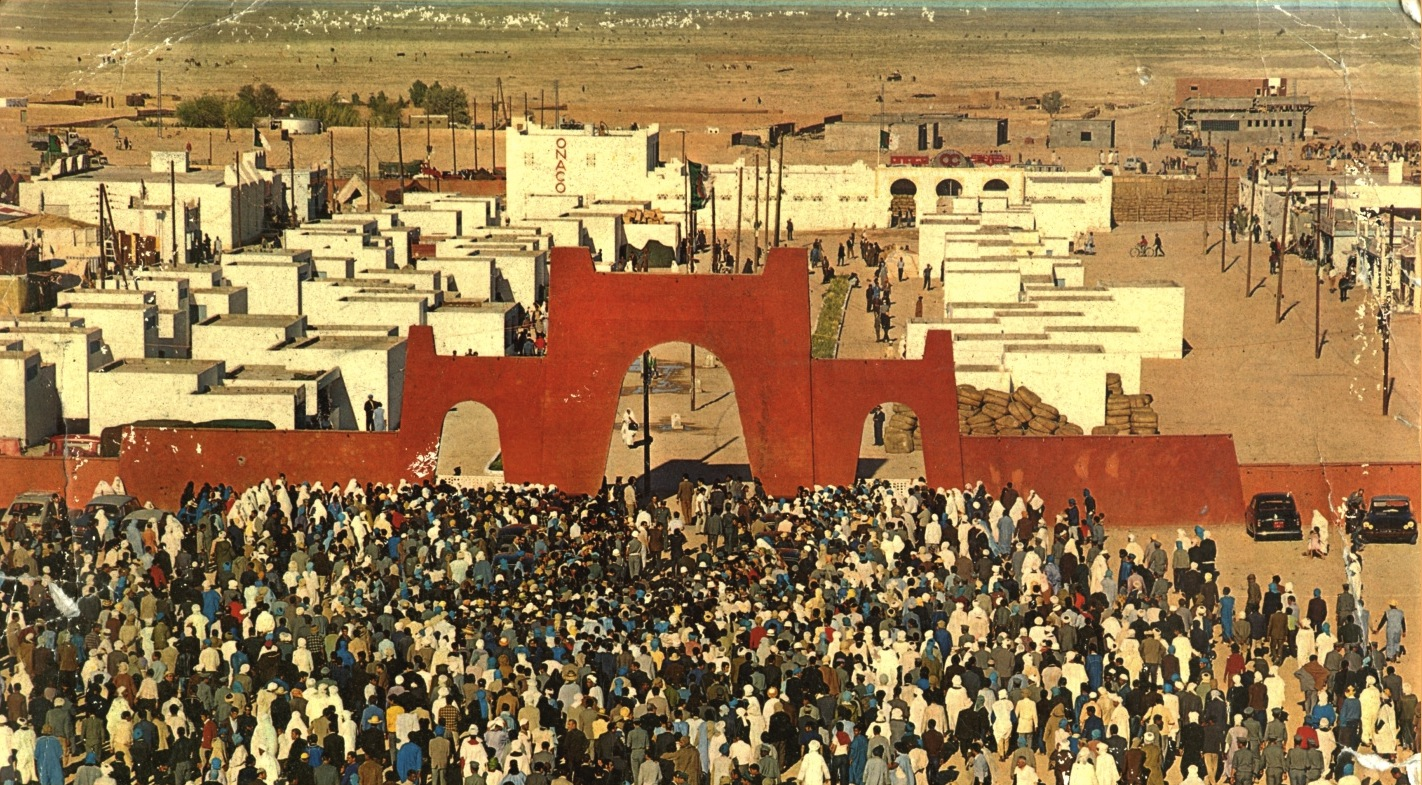
1970年代のティンドゥフ

西サハラからの難民が多く住み、ポリサリオ戦線の本部もティンドゥフに存在するため、サハラ・アラブ民主共和国（SADR）の首都機能を事実上有している。（SADRは、公式上はティファリティを臨時首都に定めている。）

## 地理
サハラ砂漠の深部、モロッコや西サハラ、モーリタニアとの国境沿いに位置するオアシス都市で、交易の要地である。上記三国ににらみを利かせられる位置にあるため、アルジェリア軍の軍事基地がある。

## 歴史
ティンドゥフは1852年、タジャカント族によって建設され、キャラバン交易の要地となった。
しかし、1895年にはレギバット族によって破壊された。
1934年にはフランス軍が征服し、以降フランス軍の拠点となった。
また、同地には西サハラから逃れてきた人々が難民キャンプに暮らしていて、UNHCR（国連難民高等弁務官）によると、2019年現在、12万5000人が支援物資を頼りに暮らしている。

## 交通

### 空港
空港があり、アルジェリア航空が首都アルジェや他都市とティンドゥフを結んでいる。